# Igreja da Dinamarca
A Igreja da Dinamarca ou Igreja Nacional Dinamarquesa (em dinamarquês:  Den Danske Folkekirke ou simplesmente em dinamarquês:  Folkekirken, literalmente: "Igreja do Povo Dinamarquês"), formalmente conhecida como Igreja Evangélica Luterana na Dinamarca, é a igreja nacional e maior denominação religiosa da Dinamarca e da Groenlândia. Desde a Reforma Protestante, a igreja é evangélica luterana, e igreja estatal da Dinamarca, sendo o monarca dinamarquês sua autoridade suprema. A Constituição dinamarquesa de 1848 designou a igreja como sendo a "Igreja do povo dinamarquês". A igreja é apoiada financeiramente pelo Estado, mas a adesão é voluntária. O monarca reinante é a autoridade suprema, mas não o chefe da Igreja. O Ministro das Relações Eclesiásticas, atualmente Manu Sareen, é a mais alta autoridade administrativa da Igreja. A autoridade teológica é investido em um colégio de bispos: 10 da Dinamarca continental, supervisionando uma catedral cada, um das Ilhas Feroé, e um da Groenlândia. Não há arcebispo, o trabalho dos bispos de Copenhague funciona como um primus inter pares. O Folketinget, é a autoridade legislativa suprema da igreja. Em 1º de janeiro de 2013, 79,1% da população da Dinamarca declaravam-se membros da Igreja Nacional. Apesar da associação a instituição ser expressiva, menos de 5% participa ativamente dos cultos.

## História
A Reforma Protestante foi iniciada por Martinho Lutero com as noventa e cinco Teses em 1517, e atingiu Holstein e Dinamarca em 1520. Figuras luteranas como Hans Tausen obtiveram apoio considerável na população e de Christian II, e, embora o sucessor deste último, Frederick I, tenha condenado oficialmente as ideias do reformatório, ele tolerou sua disseminação. Seu filho Christian III introduziu oficialmente o luteranismo em suas posses em 1528, e ao tornar-se rei em 1536 depois da Guerra do Conde, o luteranismo se tornou oficial em toda a Dinamarca.
A ordem luterana estabelecida durante a Reforma Protestante é a raiz comum da Igreja da Dinamarca , da Igreja da Noruega, da Igreja da Islândia e da Igreja das Ilhas Faroe. Ele também desencadeou envolvimento mal sucedida da Dinamarca nas Guerra dos Trinta Anos, sob Christian IV, que liderou a defesa de uma coalizão protestante contra a Liga Católica da Contra-Reforma.
Já em 1525, Hans Tausen, um monge do mosteiro de Antvorskov, começou a pregar doutrinas luteranas em Viborg. Nos anos seguintes, o movimento luterano começou a se espalhar por todo o país, e embora o rei Frederico I tenha prometido em sua håndfæstning ("carta") lutar contra o luteranismo, ele mesmo assim emitiu um decreto aos cidadãos de Viborg em 1526, obrigando-os a proteger Hans Tausen.
O movimento luterano teve suas origens na Alemanha, onde Martinho Lutero iniciou a Reforma Protestante quando publicou suas Noventa e cinco Teses em 1517. O movimento rapidamente ganhou grande influência na Dinamarca, embora humanistas como Poul Helgesen há muito tentassem manter um movimento de reforma dentro do país.

## Organização

Dioceses dinamarquesas na Idade média

A Igreja da Dinamarca está organizada em onze dioceses, cada uma liderada por um bispo, incluindo uma para a Groenlândia ( as Ilhas Faroe foi uma duodécima diocese até 29 de julho de 2007). Não há arcebispos, o bispo mais antigo ( primus inter pares ) é o bispo de Copenhague, atualmente Peter Skov-Jakobsen. A subdivisão adicional inclui 111 deaneries e 2.200 paróquias.
| Diocese                    | Fundação | Catedral                 | Bispo                                                      |
| -------------------------- | -------- | ------------------------ | ---------------------------------------------------------- |
| Diocese de Aalborg         | 1554     | Catedral de Aalborg      | Bispo Henning Toft Bro (2010– )                            |
| Diocese de Aarhus          | 948      | Catedral de Aarhus       | Bispo Henrik Wigh-Poulsen (2015– )                         |
| Diocese de Copenhagen      | 1537     | Catedral de Copenhagen   | Bispo Peter Skov-Jakobsen (2009– ) (Primata da Dinamarca ) |
| Diocese de Funen           | 988      | Catedral de St. Canute's | Bispo Tine Lindhardt (2012– )                              |
| Diocese de Haderslev       | 1922     | Catedral de Haderslev    | Bispo Marianne Christiansen (2013– )                       |
| Diocese de Helsingør       | 1961     | Catedral de Helsingør    | Bispo Lise-Lotte Rebel (1995– )                            |
| Diocese de Lolland–Falster | 1803     | Catedral de Maribo       | Bispo Marianne Gaarden (2017– )                            |
| Diocese de Ribe            | 948      | Catedral de Ribe         | Bispo Elof Westergaard (2014– )                            |
| Diocese de Roskilde        | 1922     | Catedral de Roskilde     | Bispo Peter Fischer-Møller (2008– )                        |
| Diocese de Viborg          | 1537     | Catedral de Viborg       | Bispo Henrik Stubkjær (2014– )                             |
| Diocese da Groenlândia     | 1993     | Catedral de Nuuk         | Bis Sofie Petersen (1995– )                                |

### Paróquias
Cada paróquia tem um conselho, eleito pelos membros da igreja em termos de quatro anos. O conselho paroquial levar a prática de negócios da igreja local e decidir sobre a contratação de pessoal, incluindo sacerdotes. O padre é subordinado ao conselho, salvo em assuntos espirituais, como a realização de serviço e pastoral. Ambos, os conselhos paroquiais e padres são, no entanto, subordinado aos bispos.

#### Congregações voluntárias
Uma característica especial é a possibilidade de criar congregações voluntárias (valgmenighed) dentro da Igreja. Elas respondem por uma pequena porcentagem dos membros da igreja . Elas são associações voluntárias, que elegem seu próprio conselho paroquial e sacerdote, a quem eles concordam em pagar a partir de sua própria renda. Em troca, eles estão isentos do imposto de igreja. A congregação voluntária e seu sacerdote, estão subordinados aos bispos e os membros gozam de pleno direito da Igreja. Historicamente, quando uma paróquia era dominada por uma maioria fundamentalista e idem reitor, a minoria liberal, muitas vezes criava outra congregação voluntário com seu próprio reitor – e vice-versa. Hoje as congregações voluntárias são muitas vezes uma solução para as pessoas que acham a ideia de uma igreja livre atraente, mas desejam manter alguns laços com a Igreja Nacional.

#### Opcionalidade de paróquias
Outra característica, no entanto menos comum, é opcionalidade de paróquia (sognebåndsløsning, literalmente "liberação dos laços paroquiais"), que consiste em situações de um membro da Igreja estar insatisfeito com o reitor de sua paróquia, ele pode escolher ser atendido por outro reitor que esteja mais de acordo com seus pontos de vista cristãos, por exemplo, em uma paróquia vizinha.

### Membros e Associação
De acordo com estatísticas oficiais de janeiro de 2017, 75% dos dinamarqueses são membros da Igreja Nacional. As taxas de adesão variam de 65% na diocese de Copenhague a cerca de 90% na diocese de Viborg. Nos últimos anos, o percentual de dinamarqueses que são membros da Igreja Nacional vem declinando lentamente. Os motivos mais importantes são a saída de membros por causa um crescente movimento ateísta no país e uma taxa menor de crianças dinamarquesas sendo catequizadas e batizadas.

### Termos e Associação
Todo aquele que é batizado na Igreja Nacional pode se tornar um membro. A afiliação requer o pagamento do Kirke Skat (imposto da igreja), variando de 0.5% até 1.5% da renda bruta do trabalhador. Em caso de crianças, o imposto é deduzido na renda dos pais.
Os membros podem deixar a Igreja e se tornarem membros novamente, se assim o desejarem. Cidadãos batizados em outros grupos e denominações cristãs, incluindo outros órgãos luteranos, não se tornam automaticamente membros da Igreja Nacional; seu batismo, no entanto, é reconhecido se resolverem tornar-se membros da Igreja Nacional. Não é possível ser membro de duas ou mais congregações oficialmente reconhecidas.
Um fato importante na associação à Igreja Nacional Dinamarquesa é a possibilidade de realizações religiosas nas dependências da instituição. Não membros não podem ser enterrados, catequizados ou se casarem na igreja.
A excomunhão é legalmente possível, mas de ocorrência extremamente rara. Exemplos incluem satanismo declarado. Um membro da Igreja, que apoiava a reencarnação foi excomungado, mas a Suprema Corte Federal revogou a excomunhão em 2005.

### Fé e participação dos fiéis
Menos de 5% dos membros da igreja participam dos cultos toda semana, embora na véspera de Natal mais de um terço da população comparece às igrejas. No entanto, a igreja ainda é amplamente utilizada para cerimônias familiares tradicionais, como o batismo das crianças e a confirmação. No ano de 2008, 41% dos casamentos e 89%  dos funerais foram realizados na Igreja Nacional, e 71% dos adolescentes por volta da 7ª ou 8ª séries foram confirmados.
A grande discrepância entre número de membros e os frequentadores, pode se dar ao fato de que na Dinamarca, para se casar, ser catequizado (um evento social muito importante para os jovens) e ser enterrado, é necessário ser membro da instituição.
De acordo com uma pesquisa de opinião de 2009, 25% dos dinamarqueses acreditam que Jesus é o filho de Deus, e 18% acreditam que ele é o Salvador do mundo.
Apesar de nos últimos anos a Dinamarca ter tido uma aderência expressiva a Igreja Nacional Dinamarquesa, este número vem caindo significativamente. Uma reportagem feita pela TV estatal dinamarquesa - DR -, mostrou que no ano de 2017 menos de 75% da população era filiada a instituição. Um número menor se comparado a 82% em 2007 e 79% em 2012.

## Doutrina
A igreja tem uma grande aceitação de pontos de vista teológicos, desde que de acordo com os livros oficiais simbólicos, como estipulado no Código Dinamarquês de 1683. Estes são os seguintes:
- A Credo dos Apóstolos;
- A Credo niceno;
- A Credo de Atanásio;
- A Confissão de Augsburgo;
- O Catecismo Menor de Lutero.

As versões revistas do Velho e do Novo Testamento foram autorizados pela Rainha em 1992. O livro de hinos revisado também foi autorizado em 2003.
Historicamente, existe um contraste entre uma corrente liberal inspirada por Nikolaj Frederik Severin Grundtvig e mais tradicionalistas, chamados pietistas ou movimentos fundamentalistas (como a Associação da Igreja para a Missão Interior na Dinamarca). Estas tensões, por vezes, já ameaçaram dividir a Igreja. Há também a Tidehverv, que é uma pequena comunidade com base em um luteranismo estrito e antimodernos, além de pontos de vista nacional-conservadores.
A Igreja Nacional da Dinamarca é membro da Comunhão de Porvoo, que vem estreitando laços entre luteranos e anglicanos.

### Liturgia

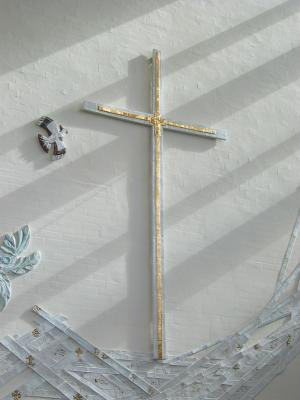
Cruz retábulo usada em uma paróquia da Igreja Nacional da Dinamarca.

O Serviço da Comunhão inclui três leituras da Bíblia: um capítulo de um dos Evangelhos, de uma das Epístolas ou de outra parte do Novo Testamento e, desde 1992, do Antigo Testamento. Os textos são escolhidos de uma lista oficial que seguem o ano litúrgico. Algumas características da Liturgia têm um conteúdo fixo, mas são livres para o formulário. Isso explica a Oração Comum após o sermão, onde o sacerdote é obrigado a mencionar a casa real. Alguns simplesmente mencionam "a Rainha e toda a sua casa", enquanto outros listam todos os membros da casa real pelo nome e título.
O sermão, como em outras igrejas protestantes, é uma parte central do culto. O sacerdote tem um ponto de partida a se seguir para a leitura do domingo, mas é livre para formar uma mensagem pessoal dele. Em ocasiões especiais, até mesmo os não-sacerdotes podem ser autorizados a pregar. Hinos são também muito usados.
Como em outras igrejas luteranas, existem apenas dois sacramentos, o Batismo e Santa Ceia do Senhor. Estes são geralmente incluídos no Serviço de Comunhão. Antigamente, individual ou coletiva, a confissão era uma condição para se receber a ceia do Senhor. Um ritual confissão oficial ainda existe, mas agora é usado muito raramente. Há também rituais oficiais para confirmação, matrimônio, a bênção de um casamento civil e funerais. O batismo de emergência pode ser realizado por qualquer cristão, se necessário, e depois, a criança irá então ser batizada de maneira mais formal e ritualística na igreja.

## Controvérsias

### Ordenação de mulheres
A ordenação de mulheres é discutida dentro da igreja desde a década de 1920, foi permitido em 1948, apesar de inicialmente ter havido forte resistência de membros do clero. O então ministro de Assuntos Eclesiásticos foi chamado por um conselho paroquial que queria contratar um padre mulher. Ele decidiu que não havia nenhum obstáculo legal para isso. O primeiro bispo do sexo feminino foi instituído em 1995. Hoje, dois terços dos estudantes de teologia são mulheres, e o clero deverá ter maioria de integrantes do sexo feminino em um futuro próximo.
Entre uma pequena minoria conservadora, a resistência ao clero feminino permanece. Em 2007, o bispo de Viborg, conhecido por ser conservador moderado, revelou que ele tinha dado uma atenção especial aos sacerdotes, que eram conhecidos por serem contra a ordenação de mulheres. Ele teria organizado cerimônias de ordenação de tal forma que os novos sacerdotes que assim o desejassem poderiam evitar apertar as mãos, ou então de receber a imposição de mãos, de sacerdotes do sexo feminino. De acordo com o bispo, isso teria acontecido duas vezes nos 100 ordenações ele realizadas. O assunto tornou-se manchete em meio a um debate sobre fundamentalistas muçulmanos que se recusam a apertar as mãos de membros do sexo oposto. O Ministro da Educação e Assuntos Eclesiásticos, Bertel Haarder, disse que iria discutir o assunto com os bispos, mas também afirmou que a tolerância para vários pontos de vista devem ser respeitados. Em contrapartida, o Ministro do Trabalho, Claus Hjort Frederiksen, afirmou que a questão deve ser descartada, pois os funcionários públicos são obrigados a apertar a mão de qualquer pessoa.

### Casamento

#### Casamento após divórcio
Um pequeno número de ministros recusam-se a realizar novamente o matrimônio de pessoas divorciadas, que é um dos poucos casos em que um padre pode recusar um dever cerimonial.

#### Casamento do mesmo sexo
Uma pesquisa de opinião pública de 2011 revelou que 75,8% dos dinamarqueses aprova o casamento entre pessoas do mesmo sexo que é realizado na igreja.
De acordo com uma pesquisa de opinião de 2011 de 1.137 sacerdotes, 62% deles apoiou o casamento do mesmo sexo na Igreja, enquanto que 28% eram contra.
Em 2004, uma pesquisa entre os padres disse que 60% eram contra o casamento gay religioso.
Junto à Igreja da Dinamarca, as outras igrejas luteranas de outros países nórdicos, como a da Noruega e da Suécia vêm se abrindo cada vez mais ao casamento gay.

##### Posição inicial da igreja
Desde que a Dinamarca aprovou o  reconhecimento de uniões civis homossexuais, em 1989, a questão de cerimônias religiosas para tais uniões surgiram. Após uma investigação da associação LGBT Danmark, em 1993, os bispos criaram uma comissão para chegar a uma posição sobre o assunto.
Uma postura inicial de parcerias registadas foi alcançada em 1997. Os bispos afirmaram que a cerimônia de casamento era âmbito de Deus para a relação entre um homem e uma mulher, mas que esta visão do casamento não foi afetada pelo fato de que algumas pessoas optaram por viver em uma comunidade responsável com uma pessoa do mesmo sexo, aprovada pela sociedade, ou seja, uma parceria registada. Os bispos desaprovaram institucionalizar novos rituais, mas os casais que queriam uma cerimônia não-ritualizada na igreja de sua parceria registrada deveriam ser obrigados a realizá-la. Nesses casos, seria até o celebrante a decidir, e ele deveria procurar o conselho de seu bispo.

##### Casamentos do mesmo sexo aceitos
Em 15 de junho de 2012, a Igreja da Dinamarca tomou a decisão de realizar cerimônias de casamento do mesmo sexo e não apenas abençoá-los, por isso a Dinamarca reconhece os casamentos entre pessoas do mesmo sexo. No início de 2012 os ministros da Igualdade de Gêneros, dos Assuntos Eclesiásticos e da Cooperação Nórdica, introduziram um projeto de lei que aprova o casamento homossexual, que já havia sido aprovada no Parlamento em junho de 2012. Um ritual de casamento com liturgia foi desenvolvido e apresentado ao parlamento pelos onze bispos que são a favor de casamentos entre pessoas do mesmo sexo. Duas organizações conservadoras dentro da Igreja Nacional, Associação da Igreja para a Missão Interior na Dinamarca e Missão Luterana, bem como um dos doze bispos, mantiveram seus protestos contra o casamento homossexual. Agora, cabe a cada sacerdote individualmente decidir se ele ou ela irá realizar casamentos de casais do mesmo sexo ou não. O primeiro casal do mesmo sexo se casou em 15 de junho.
O processo para o reconhecimento oficial do casamento do mesmo sexo na Igreja da Dinamarca começou no dia 8 de fevereiro de 1973, quando o padre Harald Søbye realizou um casamento de um casal de homens, embora não tenha sido legalmente reconhecido, um jornalista do jornal Ekstra Bladet o anunciou como o primeiro casamento gay do mundo. Em 25 de fevereiro de 1973 Harald Søbye realizou outro casamento, desta vez entre um casal de mulheres, em um programa de televisão. Um promotor do Estado investigou os casos, mas concluiu que o uso das vestimentas sacerdotais de Søbye eram ilegais. Ele tinha sido aposentado em 1964 para o ativismo político, mas manteve-se sacerdote ordenado no seio da Igreja Nacional. Durante os próximos 15 anos, Søbye realizou cerca de 210 bênçãos ou casamentos de casais do mesmo sexo
Quando a Dinamarca apresentou a união civil, em 1989, a questão do casamento homossexual tinha pouca atenção da sociedade. Bênçãos da Igreja dessas uniões lentamente ganharam espaço. Mais tarde, a possibilidade de parceria registada, ou do casamento do mesmo sexo, ser realizado pela igreja veio em discussão. A questão foi levantada de uma maneira incomum pelo primeiro-ministro Anders Fogh Rasmussen em 2004, que disse que iria aprovar essa mudança, embora ele alegara expressar-se individualmente sobre esta questão, e não como primeiro-ministro.
Opiniões entre os defensores variam se tal cerimônia deve ser chamada casamento ou simplesmente parceria registada (em dinamarquês:  partnerskab registreret). Os sacerdotes foram autorizados a decidir por si próprios se realizariam casamentos entre pessoas do mesmo sexo ou não, semelhante ao direito de negar um novo casamento aos divorciados, uma política empregada por uma minoria conservadora de padres.

##### Constitucionalidade
Uma outra controvérsia é que esta nova prática pode ser contra a Constituição dinamarquesa, já que o § 4º da Constituição do Estado Dinamarquês diz: "A Igreja Evangélica Luterana é a igreja do povo dinamarquês e é, como tal, apoiada pelo Estado."
O § 4º não só estabelece a Igreja Nacional como a igreja do Estado, mas também dá alguns limites quanto ao que a igreja estatal é. O Estado é obrigado a seguir as doutrinas luteranas e, como alguns críticos afirmam, que as doutrinas luteranas afirmam explicitamente que a homossexualidade é um pecado, sendo então uma violação da Constituição permitir o casamento gay na igreja do Estado.

#### Clero Gay
Existem clérigos gays e lésbicas, e isso geralmente é considerada uma questão estritamente pessoal. As paróquias realizam seleções e contratação dos novos sacerdotes, incluindo entrevistas com os candidatos. Uma vez contratados, os párocos são funcionários públicos e não pode ser demitidos, exceto por negligência em seus deveres, que seria uma decisão cabível do bispo.
Em 2011, uma sacerdote servindo duas pequenas paróquias foi demitida após controvérsias com o conselho paroquial de Agersø, enquanto que o conselho vizinho de Omø a apoiou. Ela alegou ter sido deposta por causa de sua sexualidade, mas o conselho paroquial rejeitou a acusação e mencionou problemas de cooperação como a causa. Há 20 anos ela tinha sido exibida pela TV sueca como lésbica e praticante de sadomasoquismo.
Em 2009, um padre da paróquia de Tingbjerg, um subúrbio de Copenhague, afastou-se da paróquia para um endereço secreto depois de haver agressões contra sua casa paroquial, seu carro e à igreja. O vicariato foi colocado à venda. De acordo com a agência Avisen.dk, jovens locais afirmaram que terem sido assediados, de modo que o padre era abertamente homossexual, entre outros motivos. O próprio padre negou que este seria a origem do problema, e sim o atribuiu à sua luta contra a marginalidade e exclusão social, já que a paróquia está localizada em um bairro violento e dominado  por gangues na cidade.

#### Declaração Dominus Iesus
Em 2000, o departamento ecumênico da Igreja criticou a declaração Dominus Iesus da Igreja Católica, afirmando que esta teve um efeito destrutivo sobre as relações ecumênicas, pois, se uma igreja priva outra igreja do direito de ser chamada de Igreja e que é apenas tão destrutivo como se um cristão nega outro cristão o direito de ser chamado de cristão.

## Igreja e Estado

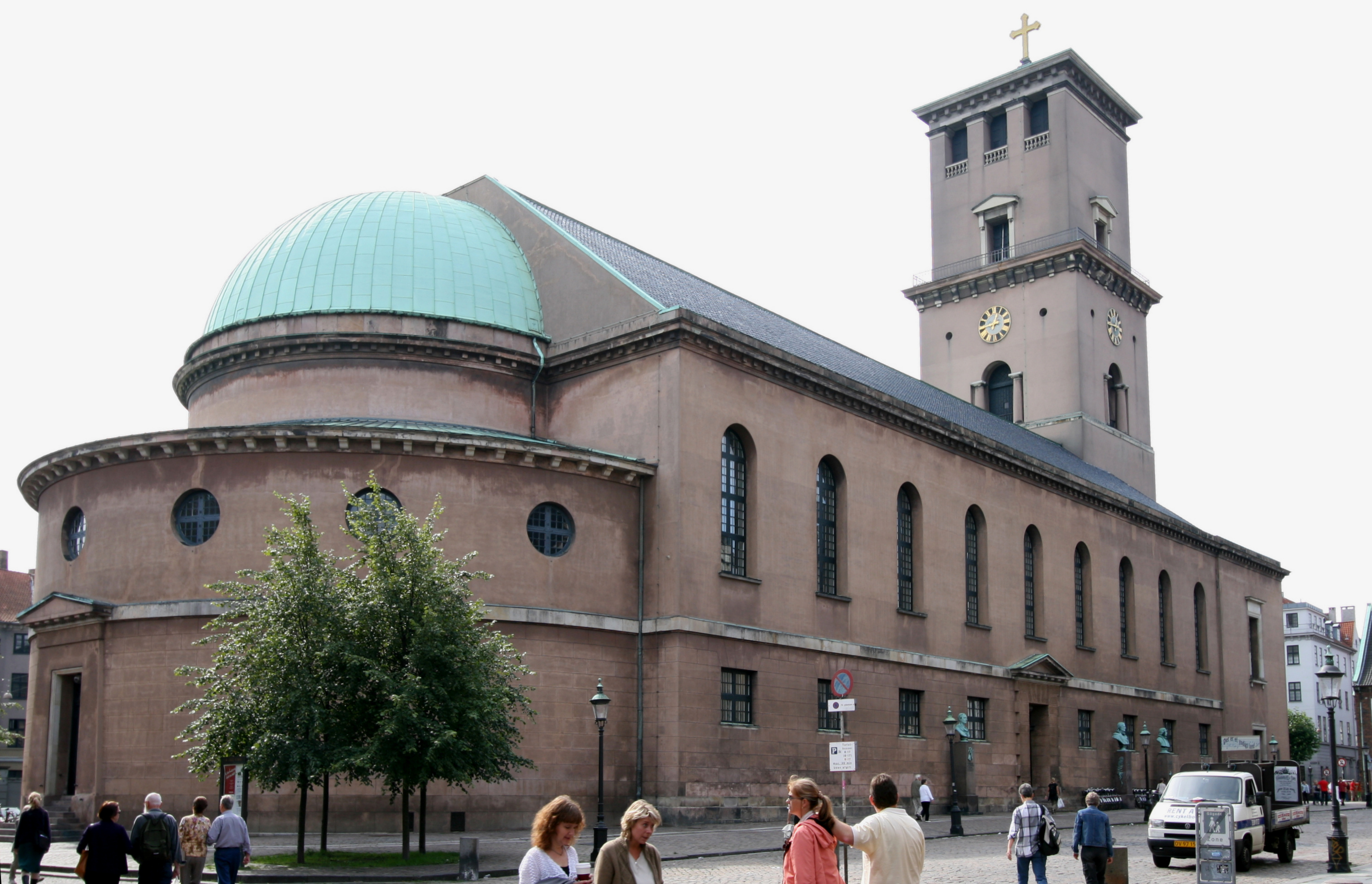
A Igreja de Nossa Senhora, catedral de Copenhague e Catedral Nacional da Dinamarca.

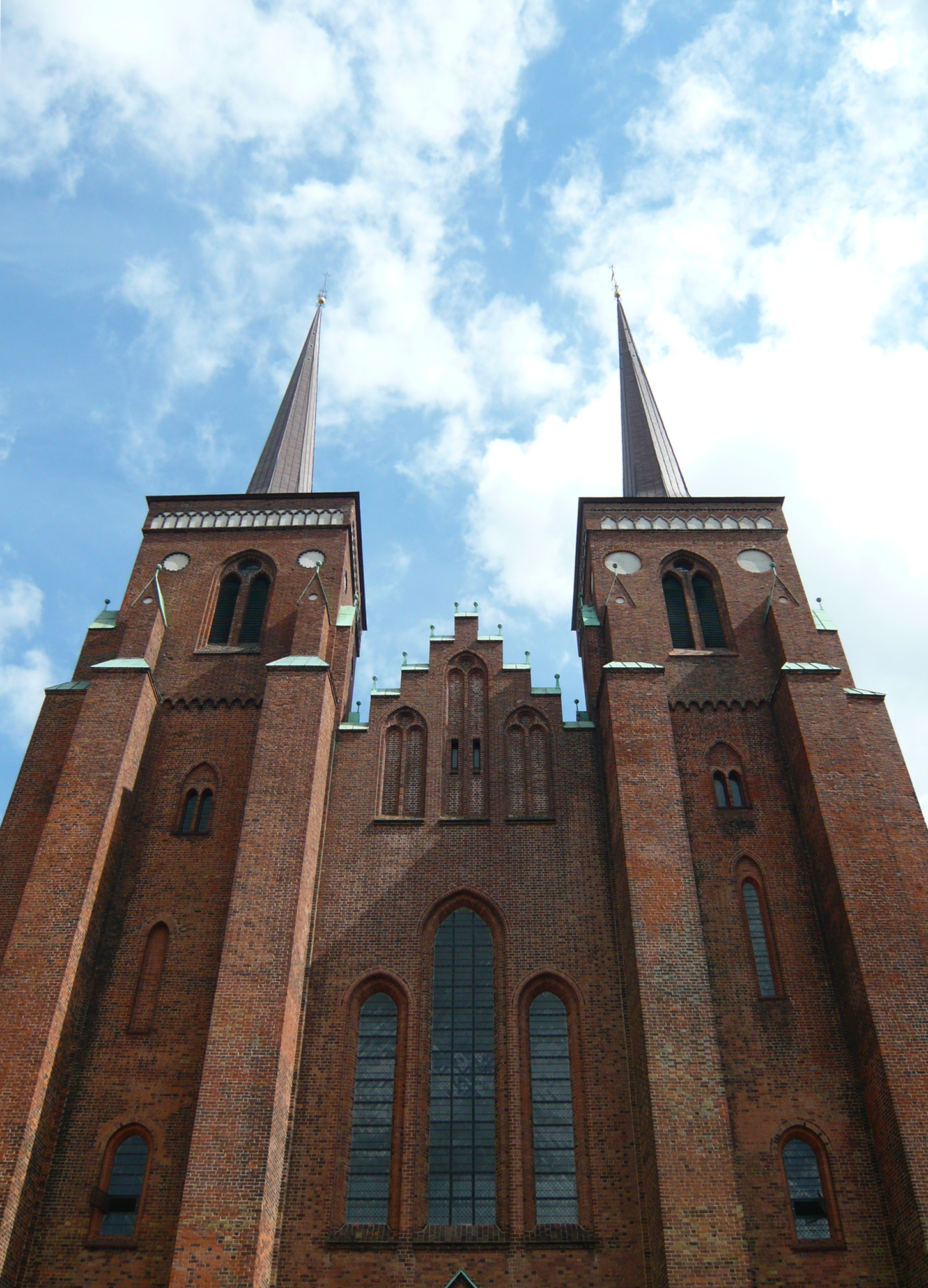
Catedral de Roskilde tem sido o local de sepultamento da realeza dinamarquesa desde o século XV. Em 1995, tornou-se Patrimônio Mundial.

Como autoridade suprema da Igreja Nacional, o monarca deve ser um membro da mesma (artigo 6º da Constituição). Isso se aplica a toda a casa real também. Como resultado, Henrique, Príncipe Consorte da Dinamarca converteu-se do catolicismo antes de se casar com a Rainha Margarete II em 1968, e a Princesa Mary Donaldson também se converteu a partir do presbiterianismo antes de se casar com o Príncipe Frederico, em 2004.

### A liberdade religiosa
Com a Reforma Protestante em 1536, o luteranismo foi estabelecido como a religião do Estado. No século seguinte, em um momento em que conflitos religiosos varreram a Europa, houve uma dura perseguição às outras religiões (evento relacionado à ortodoxia luterana). Exceções foram concedidas apenas aos diplomatas estrangeiros. Por pelo menos um período no século 16, pequenos círculos clandestinos de práticas do catolicismo ocorreram. Desde 1683, o catolicismo, denominações protestantes não-luteranas e congregações judaicas foram autorizados na nova cidade de Fredericia, os dois últimos também em Copenhague. Não-luteranos também foram autorizados em Friedrichstadt e em Nordstrand em Slesvig e em Glückstadt, em Holstein. Com a Constituição de 1849, a liberdade religiosa foi reintroduzida no país, mas o luteranismo permaneceu como igreja estatal.

#### Religiões reconhecidas e aprovadas
A comunidade religiosa não precisa de qualquer aprovação do Estado, a fim de garantir a liberdade religiosa concedida pela constituição. No entanto, as congregações aprovadas pelo Estado (em dinamarquês:  godkendte trossamfund) desfrutam de vários privilégios. Eles podem realizar casamentos legais, estabelecer cemitérios próprios, obter residências para os sacerdotes estrangeiros, isenção de impostos sobre as corporações e imposto de propriedade, podem candidatar-se aos meios dos fundo de loteria estatal, e os membros podem pedir dedução fiscal para a congregação.
Além disso, as congregações reconhecidas pelo decreto real de antes de 1970 (em dinamarquês:  anerkendte trossamfund) podem nomear e batizar as crianças com efeito legal, mantendo seus próprios registros da igreja e transcrever os certificados com efeito civil.
Essa distinção legal entre as comunidades "reconhecidas" e as "aprovadas" permanecem, mas é principalmente histórica, já que existem apenas oito comunidades cristãs bem estabelecidas do tipo, incluindo uma comunidade judaica. De 1970 até a década de 1990, apenas mais algumas congregações cristãs foram aprovadas, mas, desde 1998, uma prática muito mais liberal se seguiu em toda a Dinamarca. Desde então, um conselho de peritos independentes decidem sobre a aprovação de novas comunidades religiosas. O grupo é formado por professores de Direito, estudiosos de religião e teologia, e funciona no âmbito do Ministério da Justiça, deliberadamente separado do Ministério dos Assuntos Eclesiásticos. Em 2003, a aprovação da doutrina neopagã Forn Sed, causou certo debate público.

### Falta de autoridade central
A igreja é, na prática impedida de ter posições oficiais sobre questões políticas ou outras, uma vez que não tem órgãos centrais que poderiam definir tais posturas: nem um líder espiritual (como um arcebispo), nem uma autoridade central ou mesmo um sínodo. Os bispos têm apenas a última palavra sobre questões doutrinais dentro de suas respectivas dioceses. A Rainha (na prática, o Ministro dos Negócios Eclesiásticos) e o Parlamento, são os órgãos centrais, mas eles costumam participar das questões administrativas e abster-se de interferir em questões espirituais. O Direito Canônico da Igreja raramente é alterados, e, quando isso ocorre, apenas questões administrativas são afetadas.

### Registro civil
A Igreja Nacional, basicamente, realiza o registro civil de nascimentos, mortes, mudanças de nome, etc. Em 2002 e 2003 os registros tradicionais da igreja tradicional foram substituídos por um novo sistema de registro eletrônico nacional, chamado Personregistrering.
Em 2010, os pais ficaram isentos do dever de comunicar o nascimento de seus filhos. Em vez disso, decidiu-se que, no futuro, essa tarefa caberia à equipe responsável pelo parto (somente quando uma parteira não estivesse presente no nascimento da criança, é que os pais ainda são obrigados a comunicar o governo).

### Apoio econômico
O § 4º da Constituição determina que "A Igreja Evangélica Luterana é a Igreja Nacional e deve ter suporte do Estado". Por outro lado, o § 68 garante que ninguém é obrigado a pagar contribuições pessoais para qualquer outra religião que não a sua própria. Não-membros não pagam imposto de igreja, mas os subsídios adicionais do Estado respondem por 12% da receita da Igreja. Isso significa que cada cidadão, mesmo um não-membro, contribui com a igreja em uma média de 130 coroas por ano (cerca de US$ 23). Além disso, os bispos são altos funcionários, cujo salário é pago integralmente pelo Estado. Em contrapartida, determinadas tarefas públicas são realizadas pela Igreja, como a realização dos registros civis e a gestão dos cemitérios, que são abertos a todas as denominações.

### Separação entre Igreja e Estado
O debate sobre a separação entre Igreja e Estado ocasionalmente surge na Dinamarca. A relação atual é apoiada pela maioria dos partidos políticos. Ela tem sido contestada por décadas pela, esquerda e pelos ateus, e mais recentemente, também por alguns liberalistas, além de alguns membros de igreja livres.
Os defensores de uma separação argumentam que a igreja estatal viola a igualdade entre as religiões e com o princípio do estado secular. Os defensores do sistema atual argumentam que a adesão é voluntária, que a Igreja Nacional tem raízes históricas antigas, e que a Igreja cumpre determinadas tarefas administrativas do Estado. Eles também argumentam que seria difícil decidir se as propriedades imobiliárias da Igreja deveriam ser entregues ao Estado ou não. As antigas possessões tomadas da Igreja Católica foram cedidas à Coroa na Reforma.
De acordo com uma pesquisa de opinião realizada pelo diário gratuito MetroXpress, em abril de 2007, 52% queriam a divisão entre a igreja e o Estado, 30% eram contra e 18% indecisos. O então Ministro da Educação e dos Assuntos Eclesiásticos, Bertel Haarder, manifestou-se contra uma divisão: "Igreja e Estado serão separados quando mais de metade da população não for mais membros [da Igreja]". A oposição social-democrata também argumentou contra a divisão, mas disse que deveria haver mais igualdade entre denominações, possivelmente por um subsídio do Estado paga a outras comunidades religiosas aprovado também. Grupos de imigrantes, como os muçulmanos, ficam divididos sobre o assunto, porém alguns afirmam se preferível o Estado com religião cristã do que se fosse puramente secular.
Uma pura igualdade entre as religiões existe apenas em uma minoria de imigrantes da Europa Ocidental. No continente europeu, além da Dinamarca, apenas a Islândia, Noruega, Finlândia, Inglaterra têm o protestantismo como religiões oficiais do Estado oficiais, enquanto que a Escócia tem uma "igreja nacional", oficialmente reconhecida, porém sem ligação com o Estado. A Grécia tem a Igreja Ortodoxa. Além disso, Malta, Andorra, Liechtenstein e o Vaticano têm o catolicismo como religião do Estado; a Espanha, Portugal, Itália e Áustria têm laços oficiais com a Igreja Católica, mas esses laços não se estendem ao catolicismo sendo reconhecido como a religião do Estado nesses países. Além disso, existem vários graus de financiamento público da igreja na Bélgica, Luxemburgo, Alemanha, Suécia, na maioria dos cantões da Suíça e na Alsácia-Lorena, uma região da França.

## Outras igrejas nórdicas de orientação luterana semelhantes
- Igreja da Suécia (Svenska kyrkan)
- Igreja da Noruega (Den norske kirke)
- Igreja Nacional da Islândia (Þjóðkirkjan)
- Igreja Evangélica Luterana da Finlândia (Suomen evankelis-luterilainen kirkko - sueco: Evangelisk-lutherska kyrkan i Finland)
- Igreja das Ilhas Feroé (Hin føroyska fólkakirkjan)